# Pien Thijssen
Josephine Maria (Pien) van Karnebeek-Thijssen is sinds 15 april 2013 hofdame.

## Biografie
Thijssen studeerde Economie aan de Universiteit van Amsterdam en had verschillende commerciële functies bij internationale bedrijven in het buitenland.

### Familie
Thijssen is getrouwd met jhr. mr. Jan Derck van Karnebeek (1967), lid van de familie Van Karnebeek, die sinds 1 april 2013 Chief Sales Manager van Heineken is; ze hebben samen vier kinderen. De vader van Van Karnebeek is een aangetrouwde neef van Ietje van Karnebeek-van Lede (1941) die sinds 1979 hofdame van Beatrix is.
Thijssen was na Bibi barones van Zuylen van Nijevelt-den Beer Poortugael (1964) de jongst benoemde hofdame van de acht die er toen in totaal waren.